# Ривер Хајтс (Јута)
Ривер Хајтс (енгл. River Heights) град је у америчкој савезној држави Јута.

## Демографија
По попису из 2010. године број становника је 1.734, што је 238 (15,9%) становника више него 2000. године.
| Група             | 2000.         | 2010.         |
| Белци             | 1.438 (96,1%) | 1.612 (93,0%) |
| Афроамериканци    | 0 (0,0%)      | 0 (0,0%)      |
| Азијати           | 11 (0,7%)     | 30 (1,7%)     |
| Хиспаноамериканци | 29 (1,9%)     | 67 (3,9%)     |
| Укупно            | 1.496         | 1.734         |